# Căile Ferate Române
Căile Ferate Române (traducida como «Ferrocarriles Rumanos», cuyo acrónimo es CFR) es la empresa estatal de transporte ferroviario de Rumania. Rumania tiene una red ferroviaria de 11.380 km de la cual 3.971 km está electrificada; la longitud total de vía férrea es de 22.247 km del cual 8.585 km es de línea electrificada. La red está interconectada con otras redes ferroviarias europeas y provee servicio pan-europeo de pasajeros y carga. CFR como entidad ha operado desde 1880, a pesar de que el primer tramo de ferrocarril en territorio rumano fue inaugurado en 1854.
La red se ha ampliado gradualmente desde entonces y se ha actualizado mediante procesos de dieselización y electrificación de algunas líneas después de la Segunda Guerra Mundial. Aunque el transporte por ferrocarril se vio favorecido por el régimen comunista, especialmente bajo el gobierno de Nicolae Ceausescu, los ferrocarriles rumanos quedaron obsoletos con la caída del régimen en 1989. Para detener el descenso en el tráfico a principios de los años 1990, la compañía se reestructuró en 1998 y se reorganizó en cuatro filiales principales: CFR Călători, responsable de servicios de pasajeros; CFR Marfă, responsable del transporte de carga; CFR Infrastructură, administra la infraestructura de la red ferroviaria rumana; y la Societatea Feroviară de Turism, o SFT, la cual administra los ferrocarriles en rutas turísticas.
CFR tiene sus oficinas centrales en Bucarest y tiene divisiones regionales en Cluj-Napoca, Timişoara, Craiova, Iaşi, Galaţi y Braşov. Su código de la Union Internationale des Chemins de Fer es 53-CFR.

## Historia

### Orígenes siglo XIX

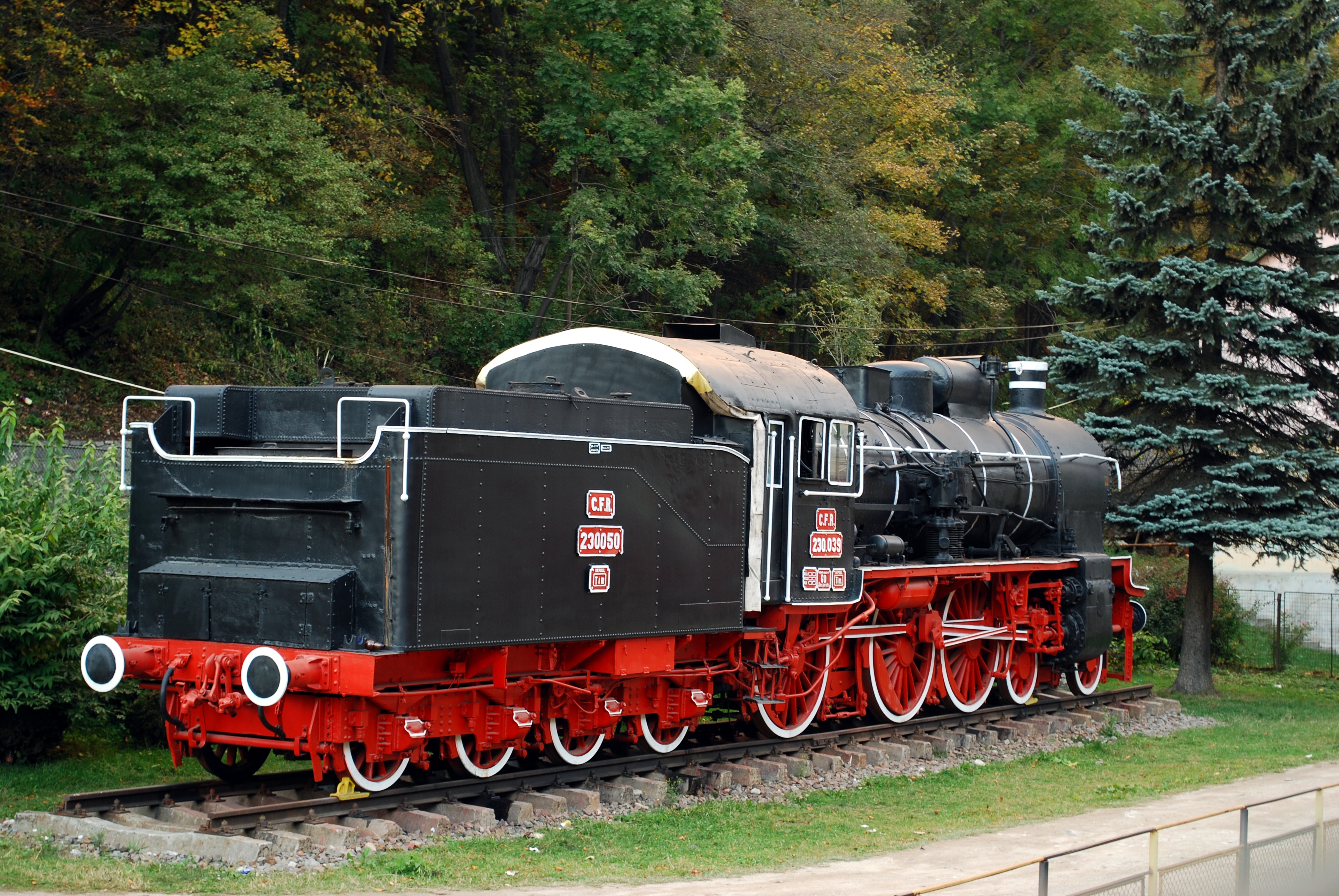
Máquina de vapor de CFR del modelo 230-039 que se exhibe en la actualidad en la estación de Sinaia.

La primera línea de ferrocarril del territorio de la actual Rumanía fue inaugurada el 20 de agosto de 1854 entre Oravița en Banat y Baziaș, un puerto del río Danubio. Esta línea tenía una distancia de 62,5 km y era utilizada exclusivamente para el transporte de carbón. A partir del 12 de enero de 1855 la línea fue explotada por los ferrocarriles austríacos, ya que en aquellos tiempos Banat formaba parte del Imperio austríaco. Después de varios meses de trabajo, la línea se abrió al tráfico de pasajeros el 1 de noviembre de 1856. Entre los años 1864 y 1880, se construyeron varios ferrocarriles en el que entonces era el Reino de Rumanía. El 11 de septiembre de 1865, la compañía británica John Trevor empezó la construcción de la línea Bucarest-Giurgiu. Esta línea se puso en funcionamiento el 25 de agosto de 1869. La línea Bucarest-Giurgiu fue el primer ferrocarril construido en el territorio rumano de aquel tiempo por decisión del rey de Rumanía, que vio cómo se construía en el territorio de Transilvania la línea Oraviţa-Baziaş.
En septiembre de 1866, el Parlamento rumano votó la construcción de una línea de ferrocarril de 915 km entre Vârciorova, en el sur, y Roman, al norte, vía Pitești, Bucarest, Buzău, Brăila, Galați y Tecuci, ya que éstas eran algunas de las ciudades más importantes de Rumanía. Un consorcio alemán, Strousberg, suscribió un contrato para construir la línea a razón de 270.000 francos de oro por kilómetro. La línea se puso en servicio en varias etapas, el primer tramo abierto fue el de Pitești-Bucarest-Galați-Roman, que se inauguró el 13 de septiembre de 1872 y el tramo Vârciorova-Pitești se abrió algunos meses más tarde, el 9 de mayo de 1878.

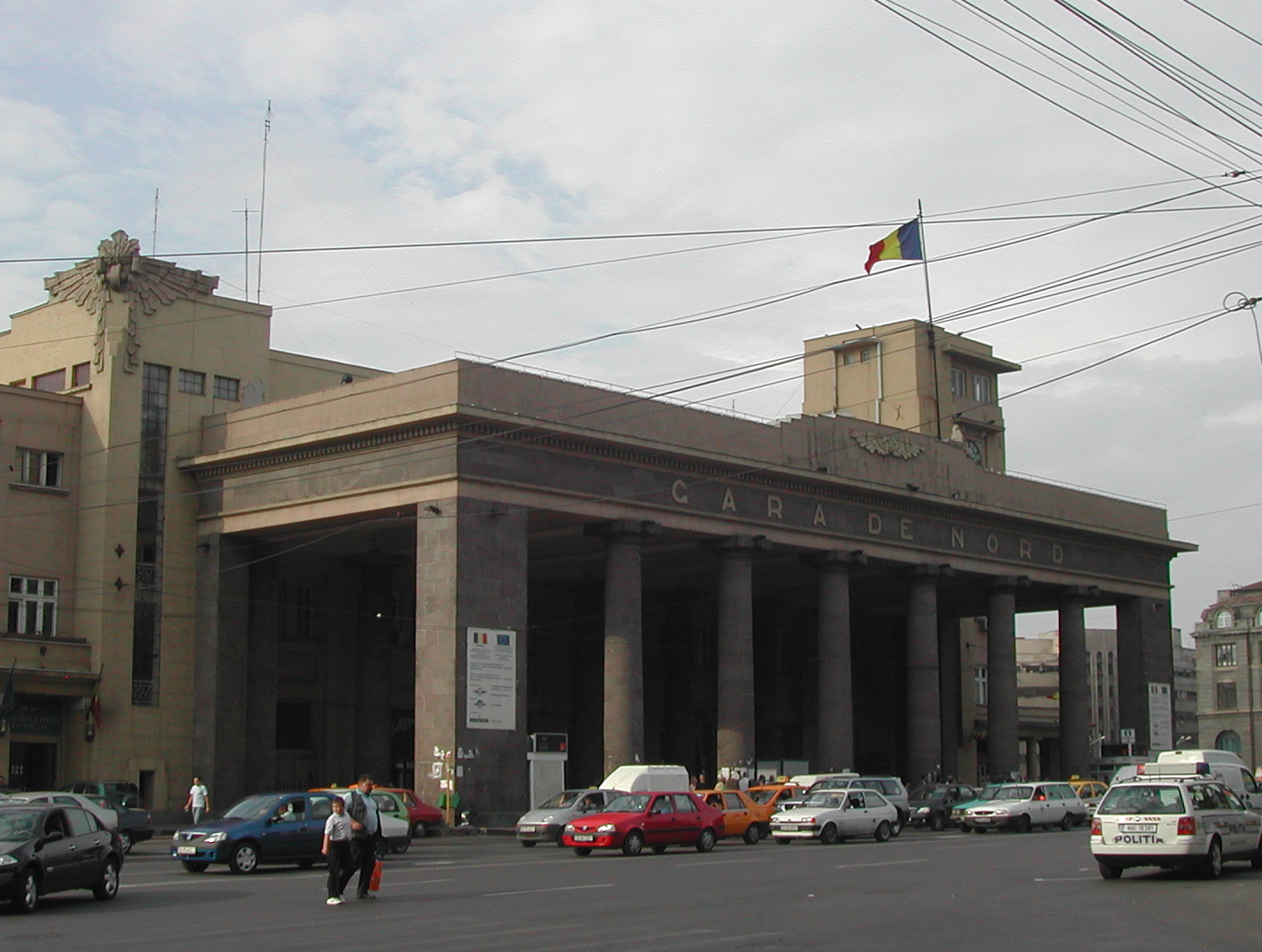
Estación de Bucarest, Gara de Nord, construida en 1870.

La línea Vârciorova-Roman se convirtió en un elemento muy importante de la infraestructura ferroviaria de Rumania, ya que recorría todo el reino y garantizaba una conexión importante para los viajeros y las mercancías entre varias ciudades de Valaquia y de Moldavia. El 10 de septiembre de 1868 fue inaugurada en Bucarest la Gara de Nord (la Estación del Norte, en castellano). En enero de 1880, el Parlamento rumano votó el traspaso de la propiedad de la línea Vârciorova-Roman que era propiedad del consorcio privado Strousberg a propiedad estatal, quedando la línea bajo la administración del CFR, que se constituyó el mismo año por administrar todas las líneas ferroviarias. El primer consejo de administración del CFR estaba formado por los señores Kalinderu, Stătescu y Falcoianu.
En mayo de 1868, el Estado rumano firmó un contrato con otro consorcio alemán que se conoció como "consorcio Offenheim", por la construcción de varias líneas más cortas en la región de Moldavia. Éstas, con una longitud total de 224 km, tenían que ir desde Roman a Ițcani, de Pașcani a Iași y de Verești a Botoșani. Se pusieron en servicio de forma progresiva en diciembre de 1869 a noviembre de 1871. Debido a la mala gestión de la línea por parte del consorcio Offenheim las mismas líneas se pusieron bajo administración de CFR en enero de 1889. Mientras a lo largo de la Guerra de independencia de Rumania del año 1877, Rumanía se anexionó la región de Dobrogea, que hasta el momento pertenecía al Imperio Otomano. El Estado rumano transfirió a CFR la administración de la línea Constanța-Cernavodă, abierta por los otomanos en 1860.
La línea Bucarest-Giurgiu, se convirtió en la primera línea construida en el reino de Rumanía, también bajo administración CFR de esta época. A partir de 1889, el Estado rumano se convirtió en el único propietario de todas las líneas ferroviarias del Reino de Rumanía, que en aquel momento tenían una longitud de 1377 km.

### Principio del siglo XX

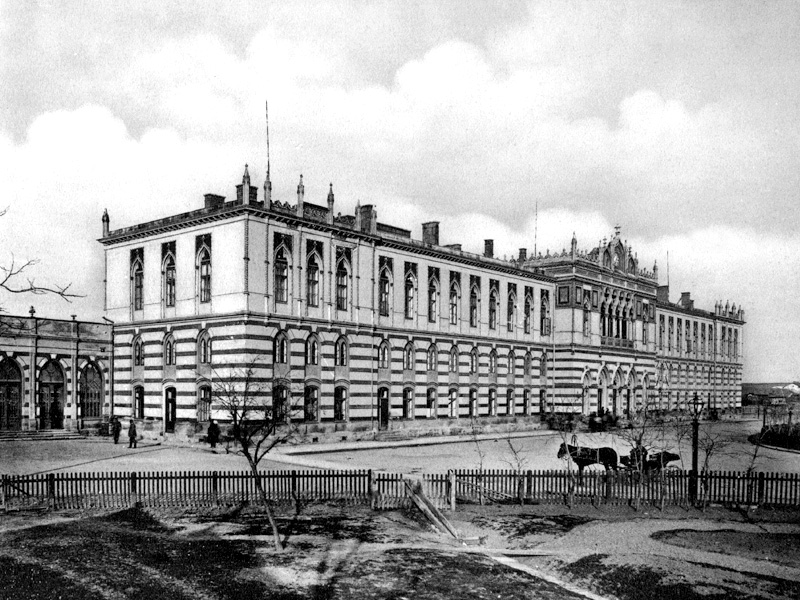
Estación de tren de Iaşi entre 1901 y 1904.

En 1919 el Reino de Rumanía recibió las regiones de Transilvania, Besarabia y de Bucovina constituyéndose la Gran Rumanía. Se colocaron todas las líneas de ferrocarril de estas regiones que anteriormente se encontraban bajo control austrohúngaro y ruso bajo la administración de CFR. Este hecho fue muy importante para los ferrocarriles rumanos ya que la gran fábrica de construcción de material ferroviario y de productos siderúrgicos de Arad, que se encontraba hasta el momento en territorio austrohúngaro, pasó a estar bajo control rumano, haciendo posible que se produjera una amplia gama de material para la construcción de nuevas vías y para construir locomotoras por CFR. A lo largo de este período se pusieron una doble vía en paralelo a muchas líneas ya existentes para poder cubrir la gran demanda y que llevó a aumentar la capacidad de comercialización del tráfico de pasajeros y mercancías. La primera línea que se desdobló fue la de Bucarest-Ploiești-Câmpina y fue completamente operativa en 1912. A lo largo del período de entreguerras se puso una doble vía a otras líneas:
- Constanţa–Cernavodă (1931)
- Adjud–Tecuci (1933)
- Teiuş–Apahida (1940)
- Câmpina–Brașov (1941)
- Buzău–Mărășești (1942)

A lo largo de los años 1920 y 1930, CFR adquirió también numerosas locomotoras, coches y vagones, llevando a cabo un plan de modernización generalizado. La tracción Diesel se introdujo, mediante locomotoras diésel que rápidamente fueron producidas en grandes cantidades (los modelos más modernos de estas locomotoras aún están en funcionamiento en algunos vías de cercanías de Banat). Un acontecimiento que marcó la historia de los ferrocarriles rumanos fue la Huelga de 1933 que se produjo a lo largo de la Gran Depresión y que dio lugar a violentas confrontaciones entre los trabajadores ferroviarios rumanos y la policía.

### Durante el comunismo

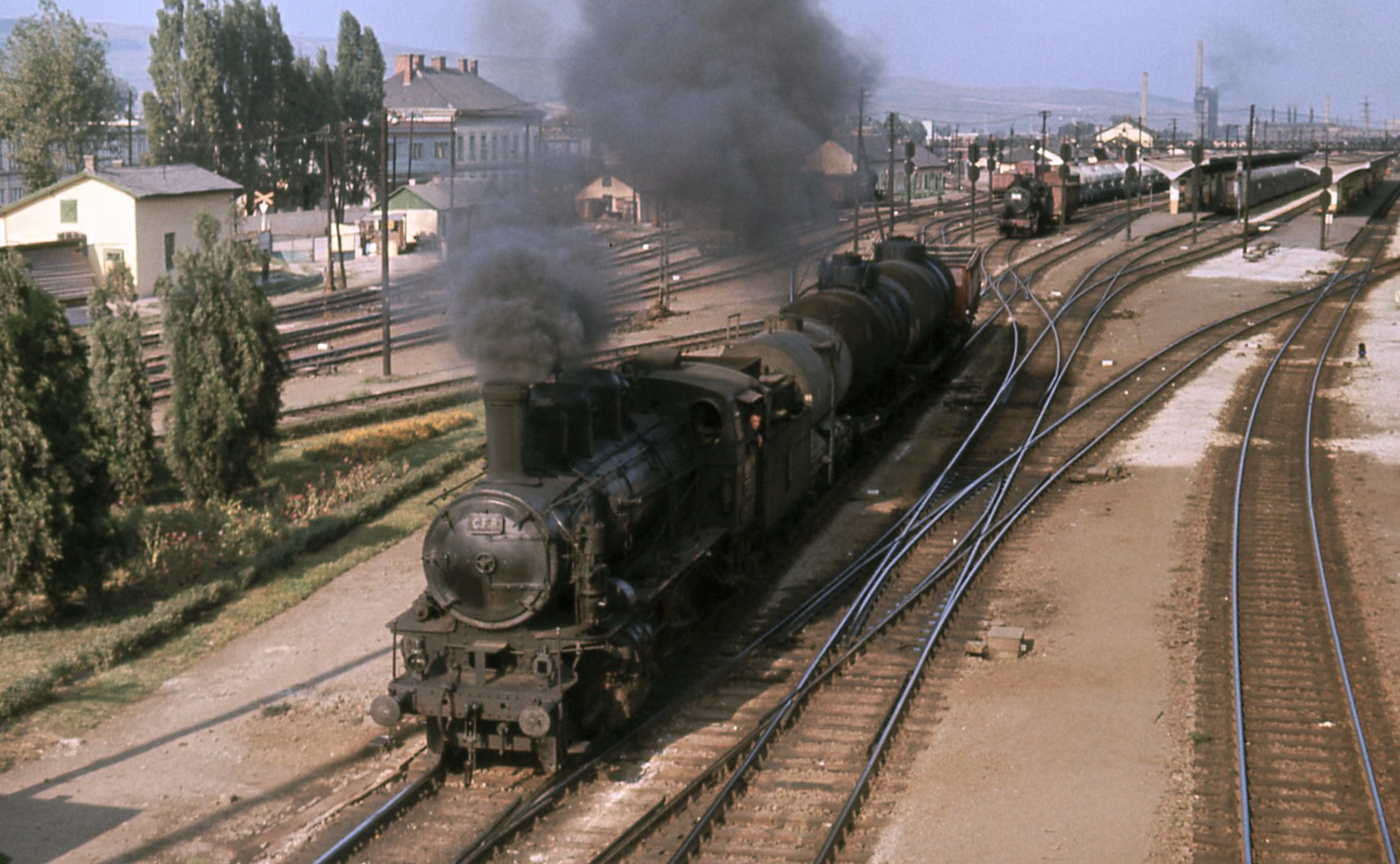
El tren de la clase 140 en Cluj, 1972.

Con la instauración de la República Socialista de Rumania en 1948 se hicieron algunas inversiones muy importantes en la infraestructura ferroviaria, a veces en detrimento de la construcción y mejora de las carreteras, ya que a lo largo de ese periodo el ferrocarril se consideraba un símbolo de la rápida industrialización de Rumanía. Así este medio de transporte a lo largo del mandato de dirigentes comunistas como Gheorghe Gheorghiu-Dej y posteriormente Nicolae Ceausescu fue considerado un símbolo del progreso del régimen comunista. El aumento del tráfico ferroviario y la construcción de nuevas líneas, en particular en las regiones rurales, la electrificación y el desdoblamiento de las vías se realizaron a lo largo del período comunista.
La primera línea electrificada de la red rumana fue la línea Bucarest-Braşov, que tenía un tráfico significativo tanto en pasajeros como en mercancías. Los trabajos de electrificación empezaron año 1959, y el primer sector electrificado fue el tramo entre Braşov y Predeal, que entró en servicio el 9 de diciembre de 1965. El 20 de abril de 1966, un tramo suplementario entre Predeal y Câmpina fue electrificado y la línea entera electrificada fue inaugurada el 16 de febrero de 1969. Esta electrificación se hizo de forma alternativa a la red industrial de 50 Hz y 25 kV. Se desdoblaron algunas vías para facilitar la comercialización del tráfico, en particular:
- Făurei-Galaţi (1971)
- Pantelimon-Cernavodă (1971)
- Bucarest-Roșiori-Craiova (1972)
- Chitila-Golești (1972)
- Braşov-Câmpul Libertății (1974)
- Adjud-Suceava (1975)

Desde mediados de los años setenta, las locomotoras de tracción a vapor dejaron de estar en funcionamiento, siendo sustituidas por locomotoras estandarizadas diesel y eléctricas, la mayor parte construidas en Rumanía en la fábrica Astra de Arad.

### CFR después de 1989
Con la caída del comunismo a raíz de la Revolución rumana de 1989, Rumanía tenía una de las redes ferroviarias más grandes, más densas y más frecuentadas de Europa, pero a la vez con una infraestructura relativamente anticuada. Esto, combinado con la decadencia económica que sufrió el país a lo largo de la década de los años 1990 en su proceso de transición de una economía planificada a una economía capitalista de mercado, provocó que CFR entrara en un periodo de relativa crisis y decadencia. Así, para afrontar el nuevo periodo la dirección de CFR decidió cerrar algunas líneas poco transitadas, sobre todo en las zonas rurales.

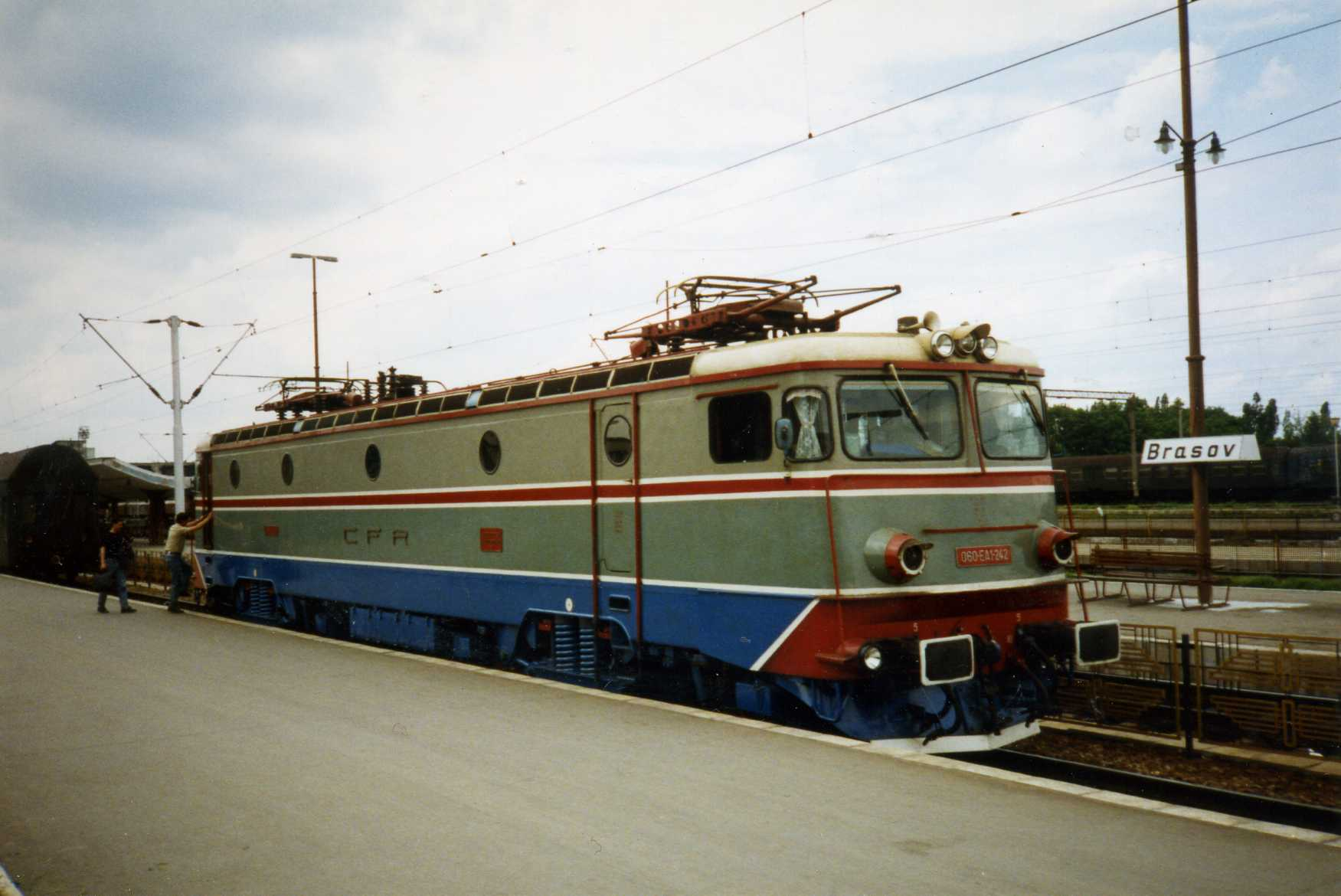
Locomotora eléctrica 060 EA1 242 de CFR en la estación de Braşov, en 1994.

Debido a esta crisis la imagen de CFR sufrió un serio deterioro tanto dentro del país como en el extranjero, en parte porque el material y las infraestructuras ferroviarias se deterioraron, los trenes sufrían considerables retrasos, se ofrecía un servicio de mala calidad y el diseño de la dirección general había experimentado un importante desorden. Esta situación perduró hasta el año 1998, cuando la Societatea Naţională a Căilor Ferate Române (en castellano, Sociedad Nacional de Ferrocarriles de Rumanía) fue reorganizada en cuatro divisiones autónomas con el objetivo de mejorar su eficacia, la sociedad se renombró Compañía Națională de Căi Ferate "CFR" SA (Compañía Nacional de Ferrocarriles de Rumanía SA). Después de esta reforma, la situación económica de los ferrocarriles rumanos mejoró significativamente, en parte favorecida por el crecimiento que experimentó la economía nacional a partir del año 2000, que permitió realizar importantes inversiones públicas en la red de ferrocarriles y llevar a CFR a ser de nuevo una de las empresas administradoras de redes ferroviarias de la región con más beneficios y eficacia.
Desde el año 1989 numerosas líneas de corto recorrido se han cerrado, en particular líneas industriales o de vía estrecha, debido en parte por la competencia surgida por las empresas privadas de transporte de pasajeros, así como el descenso del número de pasajeros de las mismas. Se consideró cerrar otras líneas, en particular líneas secundarias de la provincia de Timiș, que eran muy antiguas, poco transitadas y fuertemente dañadas por las inundaciones producidas en esta región el año 2005. La Sociedad Ferroviaria de Turismo (SFT), que es la rama turística de CFR, recientemente ha reabierto algunas líneas de vía estrecha que son explotadas de forma esporádica, normalmente dos veces al mes, para uso turístico. Estos tramos son el de Abrud-Câmpeni, Târgu Mureș-Band y Moldovița-Canton. Todos los ferrocarriles forestales (en rumano căi ferate forestiere) se han privatizado y vendido, aunque desde el año 1989 eran explotadas por las empresas que explotaban los recursos forestales. Algunos tramos, como el del ferrocarril turístico del valle del Vasser, han pasado a ser desde entonces importantes atracciones turísticas.

### Modernización

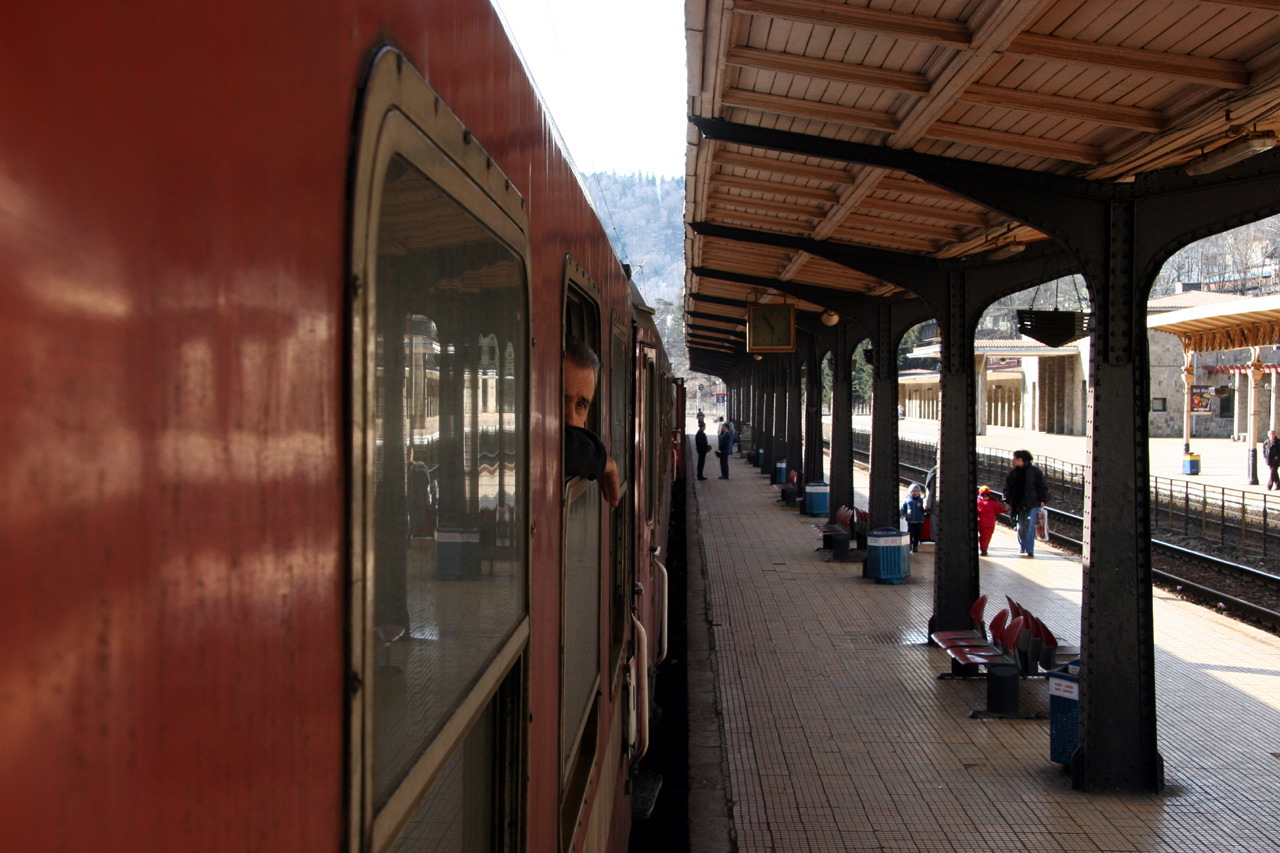
Tren en la estación de Sinaia con dirección a Braşov.

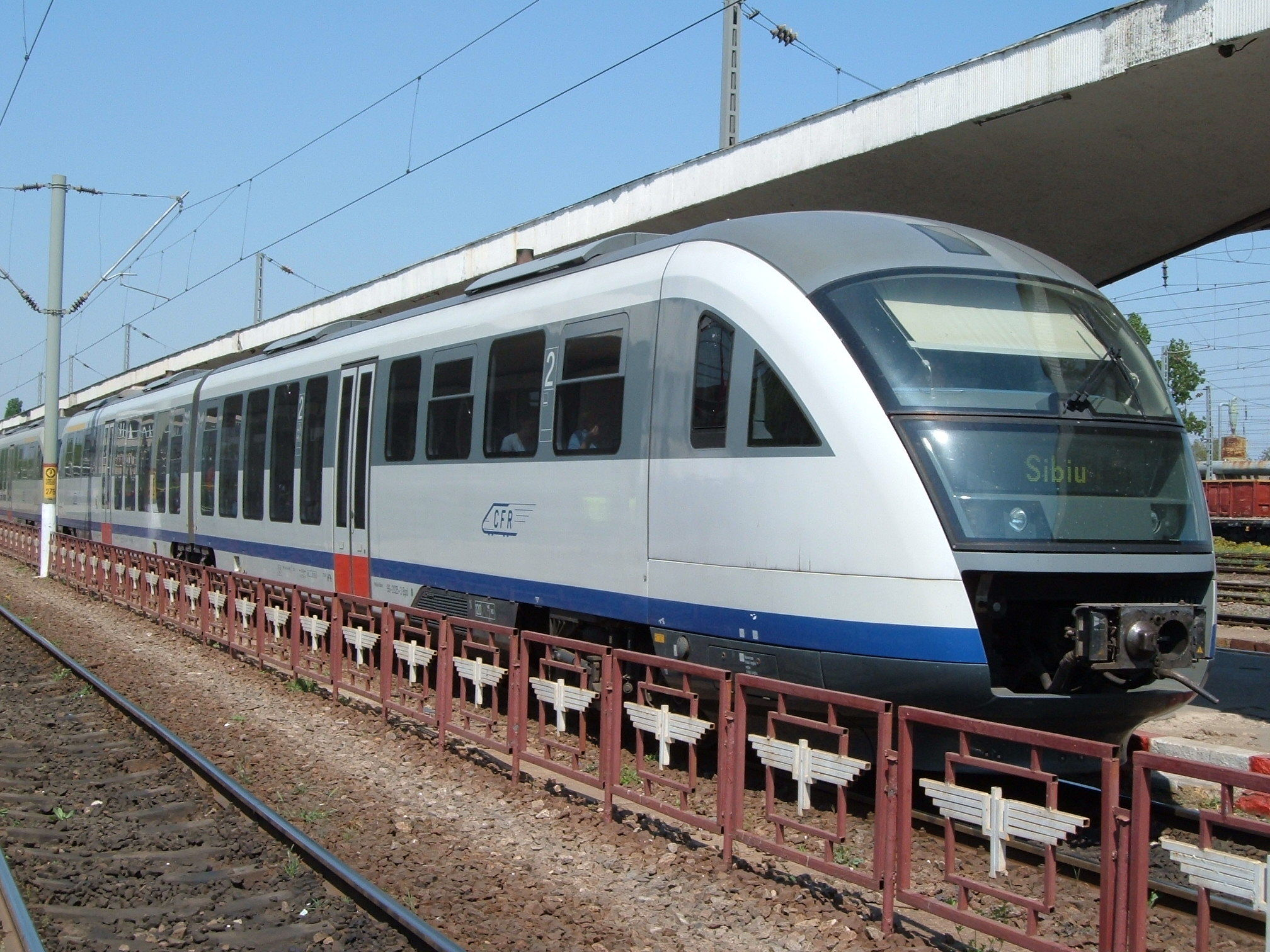
Tren cubriendo el trayecto Craiova-Sibiu.

A principios de los años 2000, CFR se comprometió a un programa de modernización global para mejorar su imagen que, tanto a nivel nacional como internacional, se caracterizaba por un servicio mediocre y un material anticuado. Las primeras fases de la modernización consistieron en introducir un gran número de trenes Rapid e InterCity, así como extender los servicios IC para formar una red exprés que diera cobertura a todo el país. Para reforzar el crecimiento de la red InterCity rumana el CFR adquirió a principios del año 2003 varios trenes modelo Desiro de la empresa Siemens, algunos de los cuales se construyeron en Arad. Estos modelos fueron renombrados por los rumanos como Sageata Albastra ("Flecha Azul"), y sirven para garantizar los servicios Accelerat, Rapid y InterCity en tramos de media y corta distancia. Los modelos Desiro fueron el símbolo de modernización de CFR, pero la compañía recibió críticas de algunos usuarios y especialistas, ya que estos consideraban que CFR no había utilizado correctamente los trenes, al ser éstos de tracción diésel y ser utilizados en servicios exprés de larga distancia (en vez de utilizarlos según su función original de trenes exprés de cercanías de corta distancia), servicio para el que no estaban preparados (asientos duros, baja velocidad y deficiente aislamiento acústico).
La compañía reaccionó poniendo en servicio a finales del año 2004 varios modelos Desiro mejor insonorizados y equipados, con asientos más confortables que se redujeron de 110 a 70 por vagón, para permitir así una mejor anchura de los asientos y los pasillos. A día de hoy, CFR sigue teniendo modelos Desiro en trayectos de media distancia, aunque en trayectos de larga distancia se utilizan otros modelos modernizados.

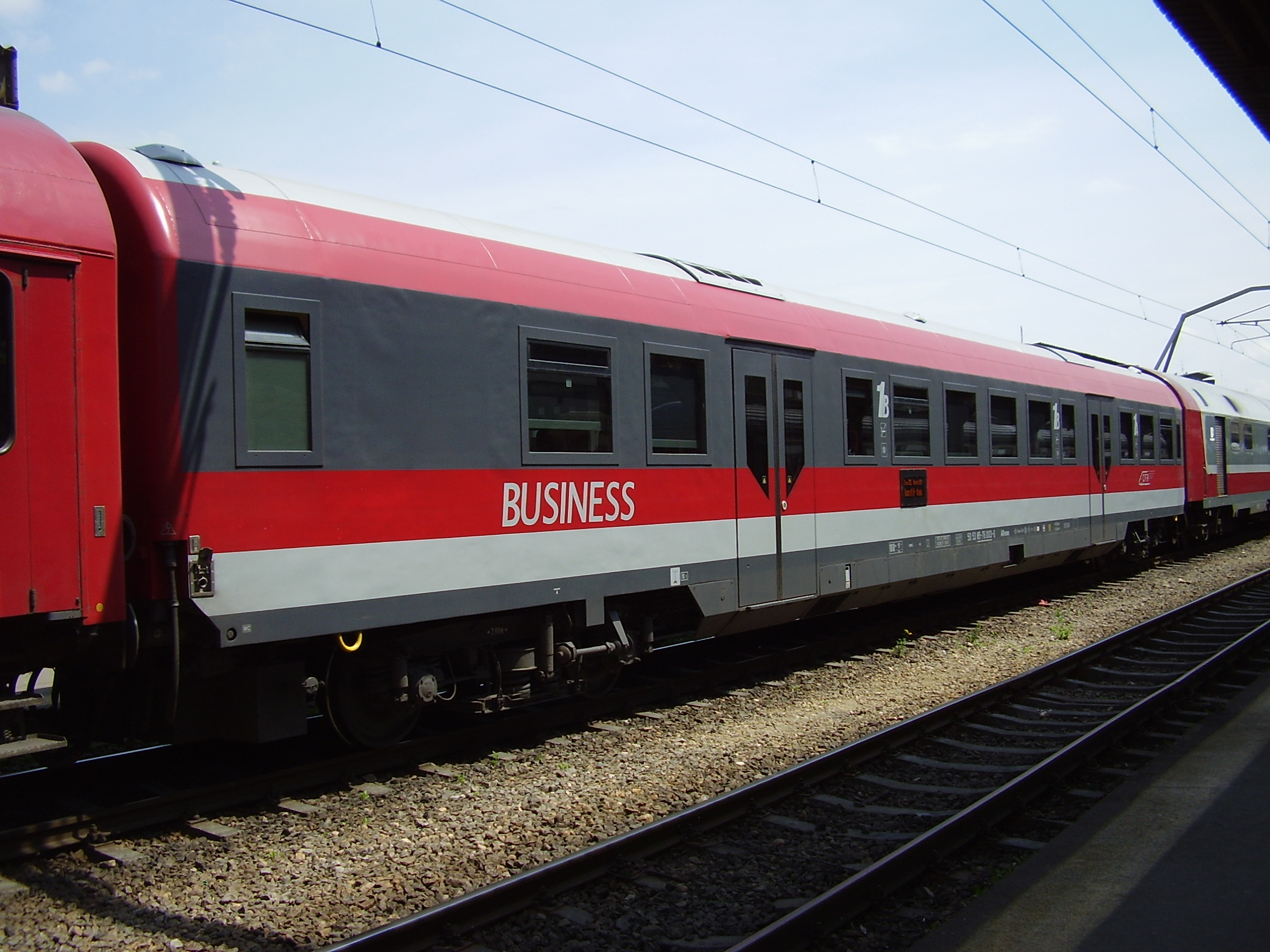
Vagón clase Business de CFR.

Además de los Desiro, la CFR también ha adquirido nuevos coches-cama (modelo WLABmee), para los trenes InterCity. Estos nuevos vagones de la CFR se encuentran entre los más modernos de Europa, ya que están equipados con climatización, pantallas LCD y duchas modernas en cada compartimento. Entre las nuevas adquisiciones hay coches de dos niveles con gran capacidad de pasajeros, utilizados en los servicios Accelerat y Rapid. Aparte de estas mejoras, la CFR también ha renovado algunas series de locomotoras, en particular las series de locomotoras eléctricas de la clase 40 y 41. Se han adquirido también diez nuevas locomotoras Taurus Siemens para los trenes Rapid y InterCity.
El programa de modernización de la CFR incluye también el proyecto XSELL, que tiene como objetivo la introducción en Rumanía de un sistema electrónico de venta de boletos. Esta innovación persigue la modernización de un sistema ferroviario que en los últimos años ha mejorado considerablemente y que actualmente cumple las normativas europeas en cuanto al transporte ferroviario y de mercancías. Actualmente el sistema de venta de boletos está obsoleto, ya que en muchos puntos de venta aún se utilizan boletos de cartón en lugar de boletos electrónicos. El proyecto XSELL se puso en marcha en la estación Gara de Nord de Bucarest en noviembre de 2004 y ahora se usa en todas las principales estaciones rumanas desde el año 2005.
Los servicios de la CFR continúan mejorándose, la empresa ha llegado a un punto de inflexión en su estrategia comercial y en un nivel de servicio entre los mejores en la región del sudeste europeo. No obstante, determinadas preocupaciones se manifestaron sobre el hecho de que la CFR, que aún no han llegado al equilibrio económico, no tiene los medios para financiar la modernización de la infraestructura que debe realizarse, especialmente en el contexto de un gobierno propenso actualmente a desarrollar la infraestructura de carreteras en perjuicio de los ferrocarriles.

### Privatización parcial
Aunque el transporte ferroviario de viajeros no es un monopolio en Rumanía, CFR es el único transportista que propone este tipo de servicios a escala nacional. Sin embargo, tras la reestructuración de CFR en 1998, se concedieron aproximadamente el 10% de las líneas rumanas a empresas privadas. Conocidas con el nombre de líneas no inter-operables (linii neinteroperabile en rumano ), incluyen las líneas Zărneşti-Brașov, Brașov-Întorsura Buzăului, Sfântu Gheorghe-Breţcu, Sighișoara-Odorheiu Secuiesc, Șibot-Cugir, Blaj-Praid y Roșiori Nord-Piatra Olt. CFR no está autorizada a hacer circular sus trenes por estas líneas, pues las compañías privadas concesionarias tienen el monopolio de gestión de estos trayectos. Aparte de la CFR Călători doce sociedades diferentes explotan otros servicios locales de viajeros en líneas no inter-operables, pero ninguno de estos sobrepasa la longitud de 40 km. Hay 28 sociedades privadas utilizando las líneas principales con su propio material rodante y pagando derechos para acceder a la infraestructura de CFR. En el año 2005 se denunciaron algunos de estos acuerdos y las líneas volvieron a estar bajo uso exclusivo de CFR.
En agosto de 2005 la CFR anunció su intención de privatizar su filial especializada en el transporte de mercancías, CFR Marfă.

## Servicios de pasajeros
CFR Călători, la filial de viajeros de CFR, explota siete tipos de trenes de viajeros, tanto en territorio rumano, con sus propias locomotoras y remolcando su material, como en el extranjero con su material remolcado. CFR cubre los viajes internacionales de otros operadores en Rumanía con sus locomotoras.
Los diferentes tipos de trenes se diferencian por su velocidad y tipo de coche. Las categorías de trenes en CFR son las siguientes:
- Regional (R)
- Regional Expres (RE)
- Interregional (IR)
- InterCity (IC)
- InterNight (ICN)
- EuroCity (EC)
- EuroNight (EN)
- Special (S) - trenes turísticos.

### Regional
El tipo de tren Regional es el tren de viajeros más extenso de toda la red rumana, ya que se destinan mayoritariamente a servicios de cercanías, conectando las principales ciudades con el extrarradio o las poblaciones vecinas. Los trenes Regional tienen la velocidad media más baja (34,3 km/h en 2004) y el material más anticuado. Por este motivo los Regional tienen la reputación de ser unos trenes que están siempre llenos de gente, lentos y muy descuidados.

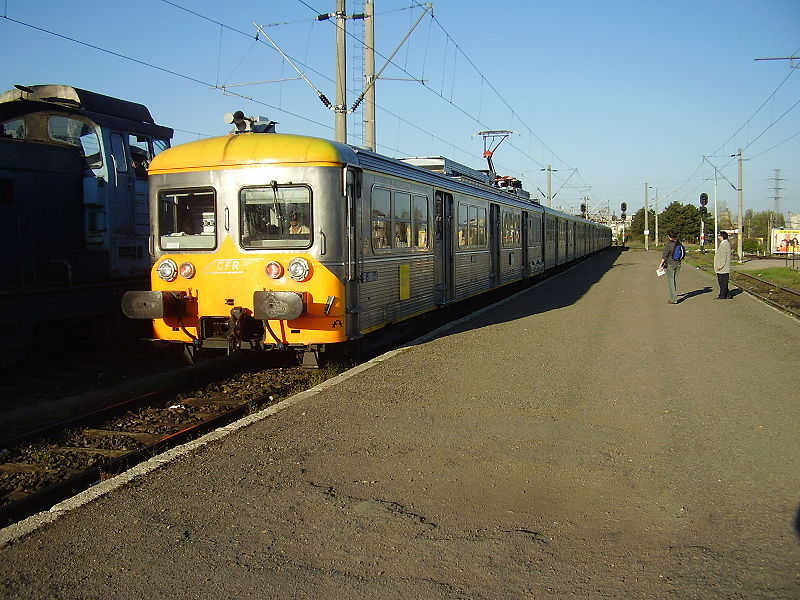
Tren de la clase 58 en la estación de Cluj-Napoca.

Los trenes Regional circulan en general en las líneas locales, haciendo parada en todas las estaciones. Las tarifas para este tipo de trenes son las más económicas de la CFR, sin suplemento adicional, ya que el precio se calcula en función del impuesto de base y la distancia, esto hace que el viajero no tenga asignado un asiento en el tren y que no se pueda reservar para comprar los billetes.
El estado de los trenes Regional es muy diverso según el trayecto a utilizar. Mientras que en las líneas que conectan ciudades con poblaciones vecinas (como la de Bucarest y Pitești), la calidad del material está en mejores condiciones que aquellos trenes Regional.
La mayoría de los convoyes de trenes de la categoría Regional están integrados por coches de uno o dos niveles sin compartimentos. En la mayoría de trenes de esta categoría no existen vagones de primera clase. La mayoría de los trenes de la categoría Regional datan de los años 1970 y 1980 y su color característico externo del vehículo es el azul. En algunas líneas muy cortas como la de Bucovina, se puede encontrar, material de los años 1940 y 1950.
La CFR está procediendo a modernizar todo el material de los trenes Regional, en especial los vehículos de dos niveles, que se continuarán utilizando como Regional y algunos pasarán a la categoría Interregional. Se procederá a hacer una renovación de los vehículos antiguos y a la introducción de nuevos vehículos (se empezó a introducir los nuevos vehículos en el año 2003), pero en la mayoría de los casos se mejorarán y adecuarán los vehículos existentes.

### Interregional

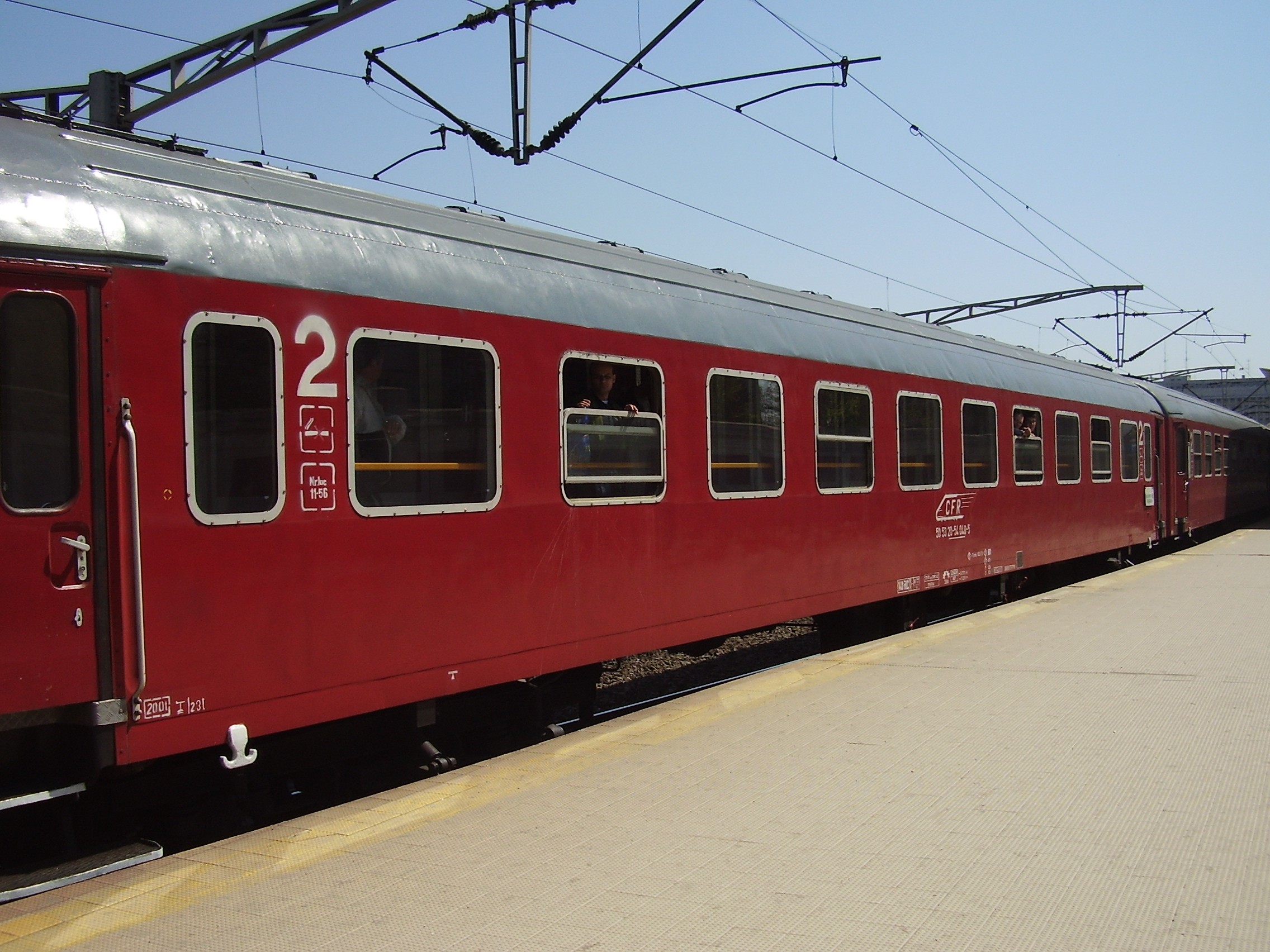
Tren de la clase 20-54 usado para trenes Accelerat y Rapid.

Los trenes de la categoría Interregional están destinados a los trayectos de media y larga distancia, con paradas únicamente en algunas ciudades. Los trenes Interregional están mejor equipados que los trenes de la categoría Regional y son considerablemente más rápidos. También el precio de los boletos en estos trenes es más caro, ya que al precio base hay que sumar un suplemento adicional.
Los trenes Interregional también se utilizan en líneas interregionales a larga distancia (como la línea Oradea-Constanţa, de más de 870 km). Los trenes hacen parada en las principales ciudades, pero no en los pueblos, sin embargo son muy utilizados en trayectos cortos y menos en trayectos largos entre grandes ciudades.
Los nuevos trenes Interregional están constituidos por coches de un único nivel, como los coches más antiguos, pintados en azul y algunos llevan una franja blanca. Todos los coches están divididos en ocho compartimentos de ocho plazas en segunda clase y de seis plazas en primera clase. La calidad del material es inferior a los trenes de categoría InterCity, pero los trenes Interregional son más utilizados que estas dos categorías. La mayoría de los trenes Interregional están en proceso de renovación. Los de la línea Bucarest a Constanţa son uno de los que en mejores condiciones están.
No obstante, CFR empezó a llevar a cabo un proceso de modernización de los servicios Interregional a principios del año 2005 introduciendo nuevos coches de dos niveles para aquellos trayectos de media distancia muy frecuentadas como la línea de Bucarest-Predeal. Se introdujeron algunos trenes modelo Siemens Desiro en algunas de las líneas que cubrían trenes Interregional en líneas de media distancia a Transilvania y Moldavia (Iași - Vatra Dornei). Los trenes Interregional en larga distancia ofrecen a menudo camas, pero los coches-cama raramente forman parte de los convoyes. Tampoco se encuentra en este tipo de servicio los coches-comedor. Desde 2010, algunos trenes de media y larga distancia (como las líneas Bucarest-Craiova, Bucarest-Râmnicu Vâlcea-Sibiu, Bucarest-Constanța, Bucarest-Galați, Bucarest-Tulcea, Galați-Brașov, Craiova-Sibiu, Timișoara-Sibiu, Cluj-Napoca-Sibiu) utilizan vagones de dos pisos o trenes Desiro. Algunos trenes Accelerat de larga distancia (Bucarest-Timișoara, Bucarest-Târgu Jiu-Arad, Bucarest-Cluj Napoca-Satu Mare, Bucarest-Iași, Bucarest-Vatra Dornei, Iaşi-Timișoara, Sighetu Marmației-Bucarest) utilizan modernos trenes de tipo Rapid.
Trenes internacionales (Bucarest-Budapest, Bucarest-Sofia, Bucarest-Kiev, Bucarest-Chisináu) circulan en régimen Interregional y de esta forma puede ofrecer tarifas más bajas y así prestar un servicio más competitivo frente al transporte por carretera y por avión. No obstante los trenes son de la categoría InterCity y por tanto son de mayor calidad. Los trenes Interregional tienen también una reputación de ser trenes bastante sucios, en parte debido a los largos recorridos y sus continuas paradas.

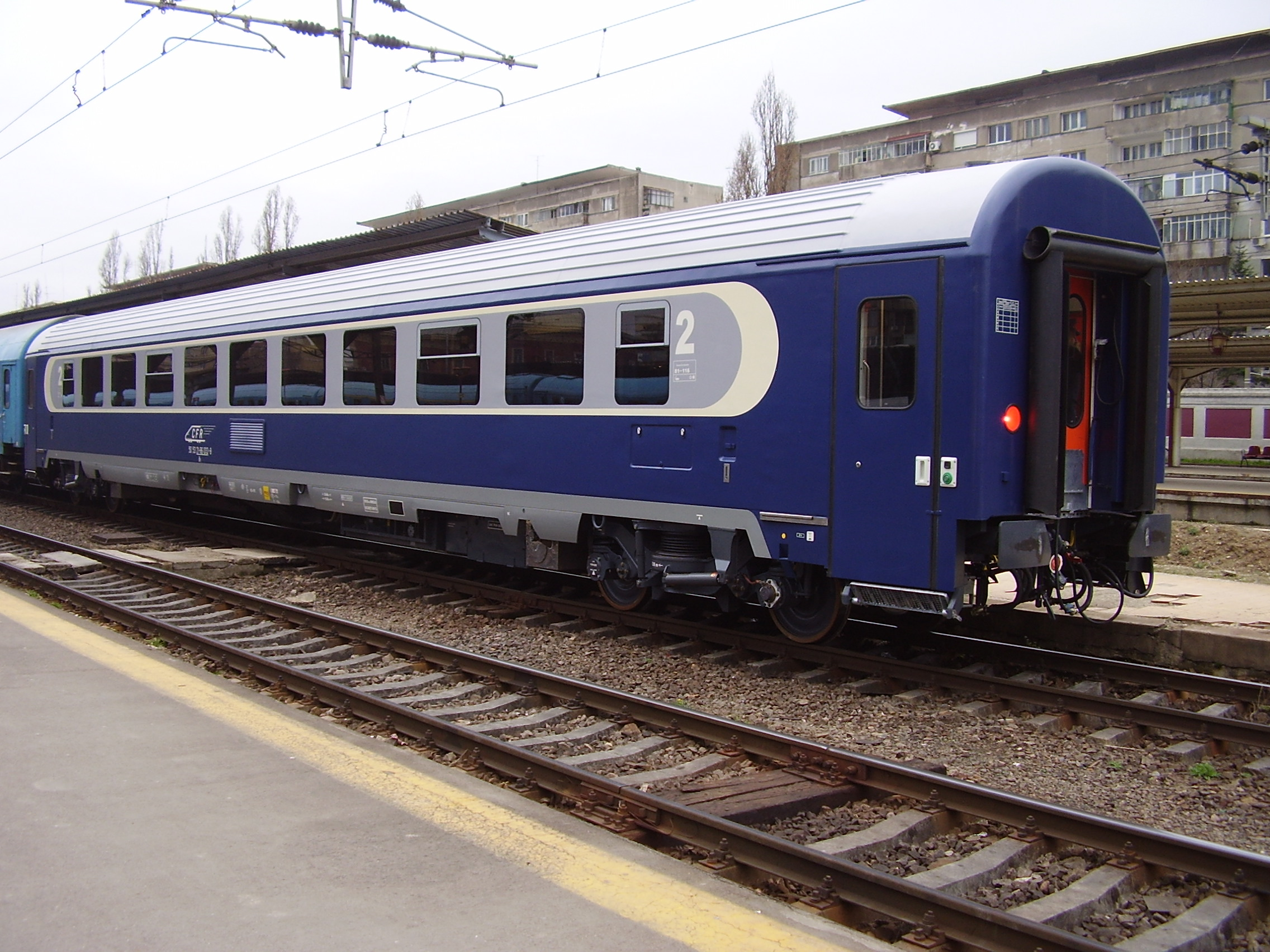
Tren de la clase 20-76, usado en trenes Rapid e InterCity.

Todos los coches Interregional están divididos en compartimentos de seis plazas tanto en primera como en segunda clase, pero solo están climatizados los compartimentos de primera clase. En los trayectos más largos hay coches-camas.

### InterCity

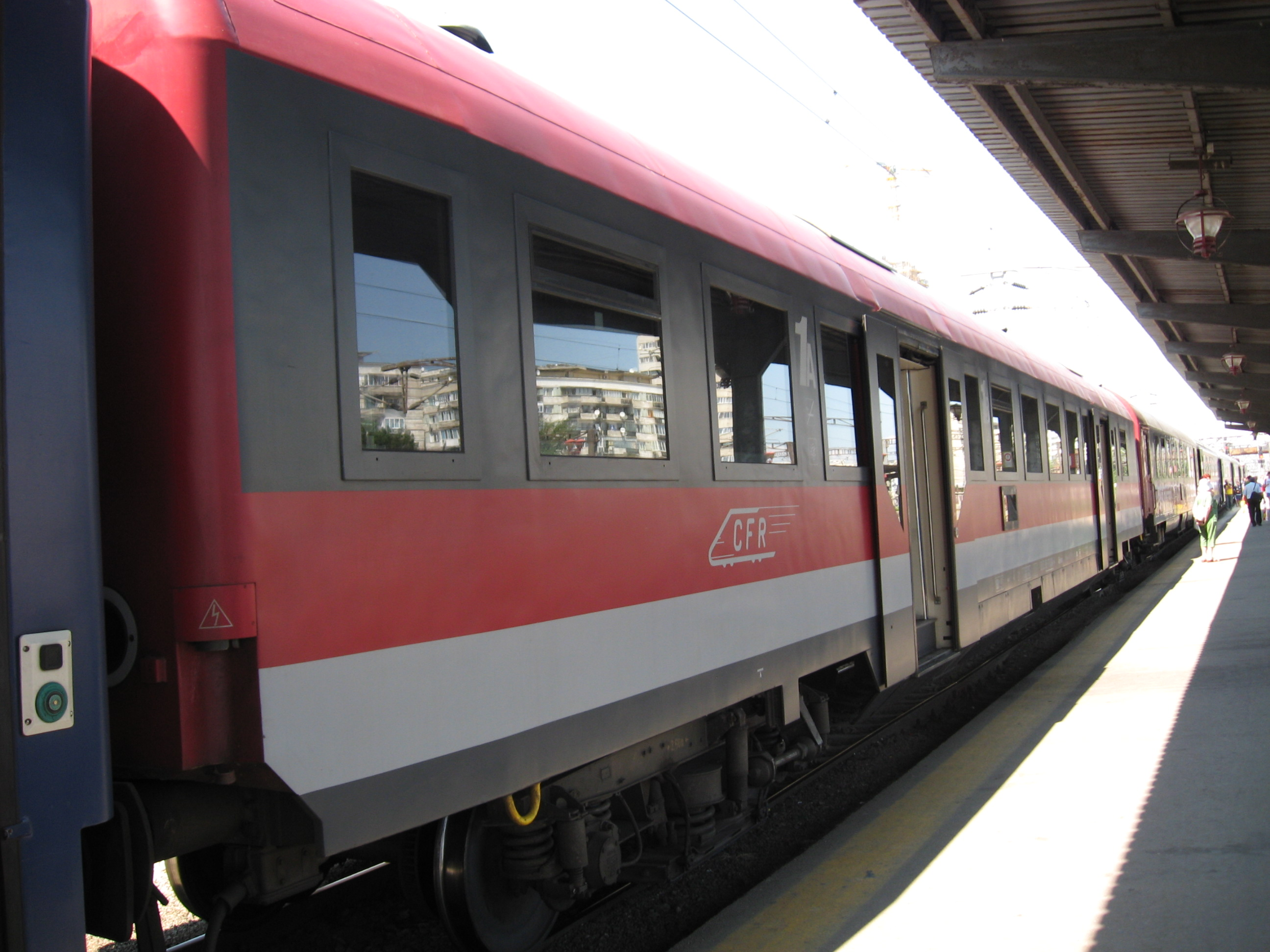
Tren InterCity (IC 531) que cubre el treyecto Bucarest-Oradea.

Los trenes InterCity (IC) constituyen los de gama alta del servicio de viajeros de CFR y garantizan los desplazamientos entre las principales ciudades, así como los servicios entre Bucarest y el litoral del Mar Negro o las estaciones de montaña de los Cárpatos de Sinaia y Predeal. Los trenes InterCity sólo se detienen en principio en aglomeraciones de más de 100.000 habitantes. Los trenes son los más rápidos de todos los de CFR, con una velocidad media de 87 km/h en 2004, y está formado por el material remolcado más moderno y el material más cómodo, por lo cual puede competir en este sentido con otras compañías europeas. Por tanto, la tarifa del InterCity incluye un suplemento importante que se añade a la tarifa básica. No obstante, pese a que los servicios IC son más costosos que los servicios Rapid, los trenes InterCity se volvieron muy populares tanto para los viajes familiares como para desplazamientos de negocios.
Existen dos tipos de modelos de trenes InterCity: el clásico y el Desiro. Los trenes InterCity son relativamente nuevos, ya que se construyeron todos los coches IC después del año 1995, con climatización. Estos trenes se caracterizan por su alto nivel de comodidad, limpieza y calidad en el servicio.
Los trenes InterCity normalmente están pintandos de color gris y rojo, en particular por los trenes de la clase C160 que es la más reciente. La mayoría de los coches InterCity están divididos en compartimentos, aunque recientemente existe una tendencia en cuanto a proceder a una renovación de los trenes y a suprimir los compartimentos.
Los servicios de viajeros IC de gama alta o internacionales, como el trayecto Bucarest-Constanţa, utilizan coches de construcción rumana Astra AVA-200, con una velocidad límite de 200 km/h, que constituyen los vehículos más cómodos de todo CFR. De hecho, según los Amigos de CFR, un diario ferroviario rumano, hubo una notable degradación de la calidad de servicio en los trenes de IC en la línea Bucarest-Viena cuando la explotación de CFR pasó a ser gestionada por los ferrocarriles austriacos (ÖBB) en 2003, causando numerosas reclamaciones a favor de un retorno del material a CFR.
Los modelos diesel Siemens Desiro, pintados en azul y blanco, se destinan a los servicios IC de más corta distancia, habitualmente con una o dos paradas intermedias (por ejemplo en el trayecto Sibiu-Braşov). En diciembre de 2009, InterCity cubría los siguientes trayectos:

## Red ferroviaria
En la actualidad, el ferrocarril rumano cuenta con 11.053 kilómetros de líneas ferroviarias, de los cuales 10.914 kilómetros poseen un ancho de vía estándar de 1.435 mm, 78 kilómetros de vía estrecha, 61 kilómetros con un ancho de vías de 1.520 mm, que permiten la conexión ferroviaria con los territorios de la antigua Unión Soviética, es decir, las redes de Moldavia y Ucrania. El ferrocarril rumano tiene una densidad ligeramente inferior a la media de la Unión Europea de 46,3 kilómetros de líneas por cada 1.000 km² contra 51 kilómetros/1.000 km² de la Unión. La red rumana tiene 3.965 kilómetros de líneas electrificadas de corriente AC industrial de 25 kV 50 Hz, o 35,8% de la red frente al 48% en toda la UE. El kilometraje de las líneas de doble vía asciende a 2.965 kilómetros (o 26,9% de la red frente a 41% de la comunidad europea).
El CFR sufrió mucho la crisis económica que siguió la desaparición del comunismo, la transición económica y el fin de la preferencia concedida por el régimen. El tráfico ha disminuido de manera constante hasta 1999-2000, pero gracias a una política de modernización, la red ferroviaria del CFR ha experimentado una recuperación a partir de ese año. En 2005, el tráfico de pasajeros superó los 99 millones de usuarios y llegó a las 72,73 millones de toneladas de carga, o 17,02 millones de toneladas por kilómetro (el 28% de la carga total del país).
La red está organizada por nueve líneas principales, de las que surgen, a su vez, otras líneas secundarias.
| Línea | Ciudades                                                                                | Distancia | Líneas secundarias | Mapa |
| ----- | --------------------------------------------------------------------------------------- | --------- | --- | ---- |
| 200   | Braşov - Podu Olt - Sibiu - Vinţu de Jos - Simeria - Arad - Curtici                     | 470 km    | 200A, 201, 202, 203, 205, 206, 207, 208, 210, 212, 213, 214, 215, 216, 217, 218, 219, 221                                             |      |
| 300   | Bucarest (norte) - Braşov - Sighişoara - Teiuş - Războieni - Cluj Napoca - Oradea       | 647 km    | 302, 304, 306, 307, 308, 309, 310, 311, 313, 316, 317, 318                                                                            |      |
| 400   | Braşov - Ciceu - Deda - Dej - Baia Mare - Satu Mare                                     | 560 km    | 401, 402, 403, 404, 405, 406, 409, 412, 413, 417, 418, 421, 422, 423                                                                  |      |
| 500   | Bucarest (norte) - Ploieşti (sur) - Adjud - Paşcani - Suceava - Vicşani                 | 488 km    | 501, 502, 504, 507, 509, 510, 511, 512, 513, 514, 515, 516, 517, 518                                                                  |      |
| 600   | Făurei - Tecuci - Bârlad - Crasna - Vaslui - Iaşi - Ungheni                             | 395 km    | 603, 604, 605, 606, 607, 608 |      |
| 700   | Bucarest (norte) - Urziceni - Făurei - Brăila - Galaţi                                  | 229 km    | 701, 702, 703, 704 |      |
| 800   | Bucarest (norte) - Ciulniţa - Feteşti - Medgidia - Constanţa - Mangalia                 | 225 km    | 801, 802, 803, 804 |      |
| 900   | Bucarest (norte) - Roşiori (norte) - Craiova - Filiaşi - Caransebeş - Timişoara (norte) | 533 km    | 901, 902, 903, 904, 905, 906, 907, 908, 909, 910, 912, 913, 914, 915, 916, 917, 918, 919, 920, 921, 922, 923, 924, 925, 926, 927, 928 |      |
| 1000  | Bucarest, Ploieşti (sur), Ploieşti (oeste)                                              | 59 km     | |      |